# Palazzo della Giudecca
Il Palazzo della Giudecca, o della Giudeca, è un antico palazzo nobiliare di Trapani.

## Storia

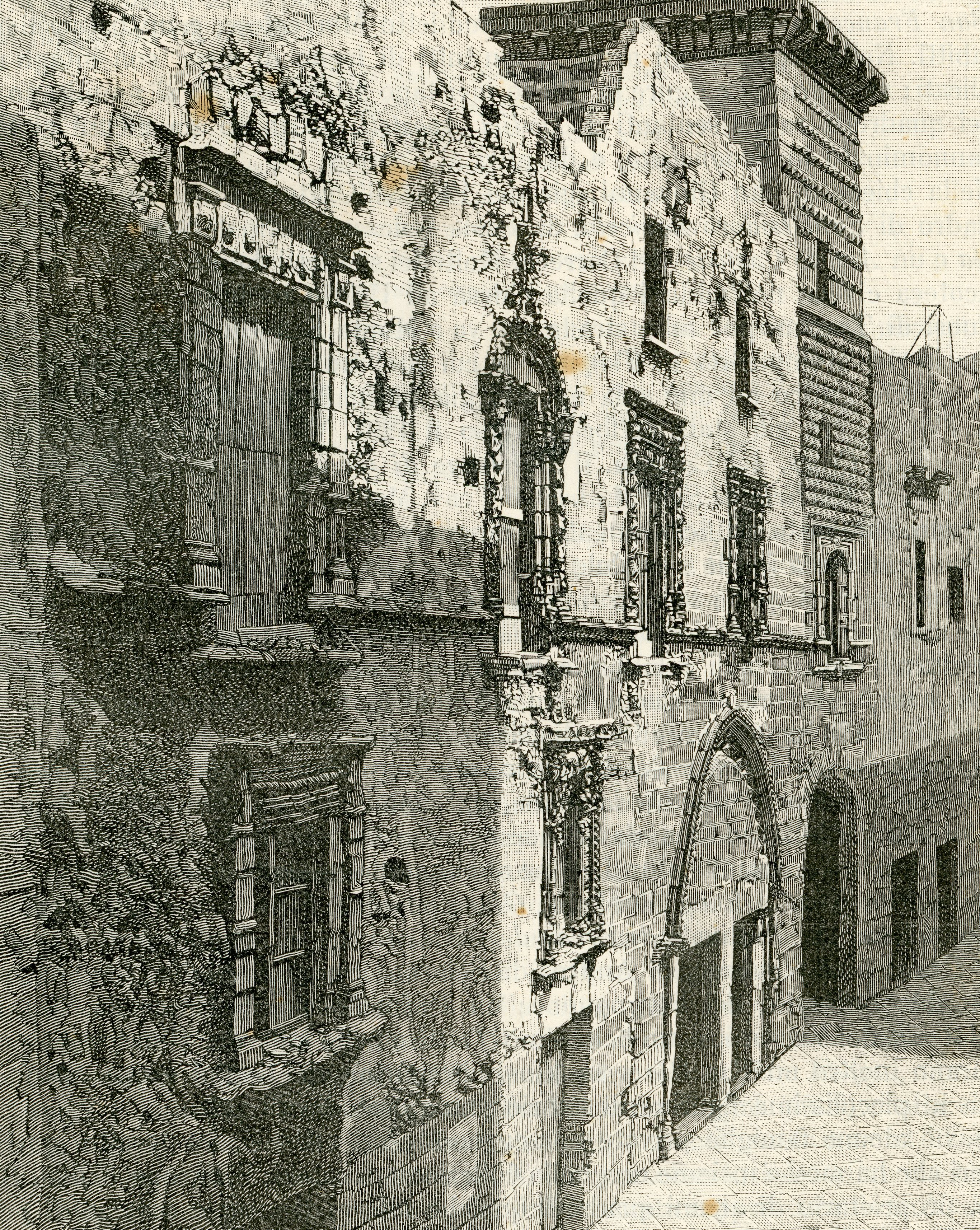
La Giudecca, xilografia del 1892

L'edificio venne edificato dalla famiglia dei banchieri Sala tra la fine del 1300 e l'inizio del 1400. Sito in via Giudecca, nell'antico quartiere ebraico della Giudecca (Jurèca in siciliano), attorno al 1485 fu sede di una scuola superiore di studi ebraici.
Dopo il 1492, con l'espulsione degli ebrei dai domini spagnoli, venne in possesso della famiglia Ciambra (XVI secolo) cui si deve la sua architettura dall'inconfondibile bugnato a punta di diamante, nello stile del Palazzo dei Diamanti di Ferrara o della Chiesa del Gesù Nuovo di Napoli.
Nel 1901, con sindaco Eugenio Scio, il palazzo venne acquistato dal comune di Trapani. Una parte è ancora oggi abitazione privata.

## Architettura
È costituito da complesso a due piani con un portale ogivale e da una torre laterale, ritenuta una delle cinque torri raffigurate nello stemma della città. All'interno un pregevole giardino con pozzo e scala vincolata come bene monumentale sin dal 1939, con finestre realizzate con conci squadrati, fastosamente abbellite in stile gotico-rinascimentale.